# کاستلنووو دون بوسکو
کاستلنووو دون بوسکو (به ایتالیایی: Castelnuovo Don Bosco) یک کومونه در ایتالیا است که در استان آسته واقع شده‌است.

## خصوصیات
کاستلنووو دون بوسکو ۲۲٫۰ کیلومترمربع مساحت و ۳٬۱۸۷ نفر جمعیت دارد و ۳۰۶ متر بالاتر از سطح دریا واقع شده‌است.